# آگوست اسپایز
آگوست وینسنت تئودور اسپایز (به انگلیسی: August Vincent Theodore Spies) (زادهٔ ۱۰ دسامبر ۱۸۵۵-درگذشتهٔ ۱۱ نوامبر ۱۸۸۷) فعال کارگری آنارشیستی بود که در شرایطی مشکوک و در طی ماجرای شورش های‌مارکت توسط دولت، اعدام شد.